# Garcinia humilis
Espèce
Classification APG III (2009)
Garcinia humilis est une espèce de plantes à fleurs de la famille des Clusiaceae. C'est un petit arbre originaire des Antilles qui y est appelé communément bois-l'onguent ou abricotier bâtard.

## Description

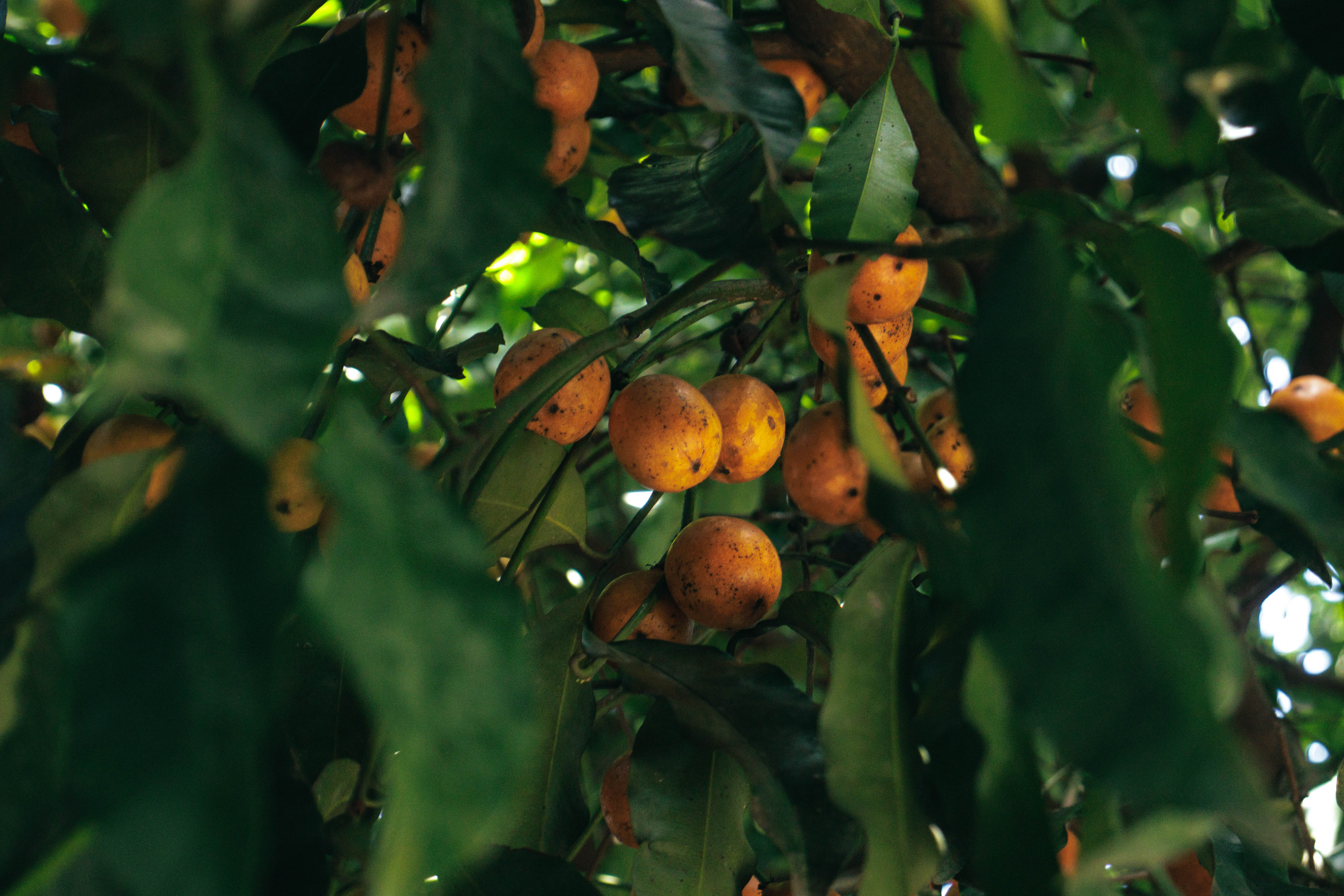
Fruits dans l'arbre Garcinia humilis.

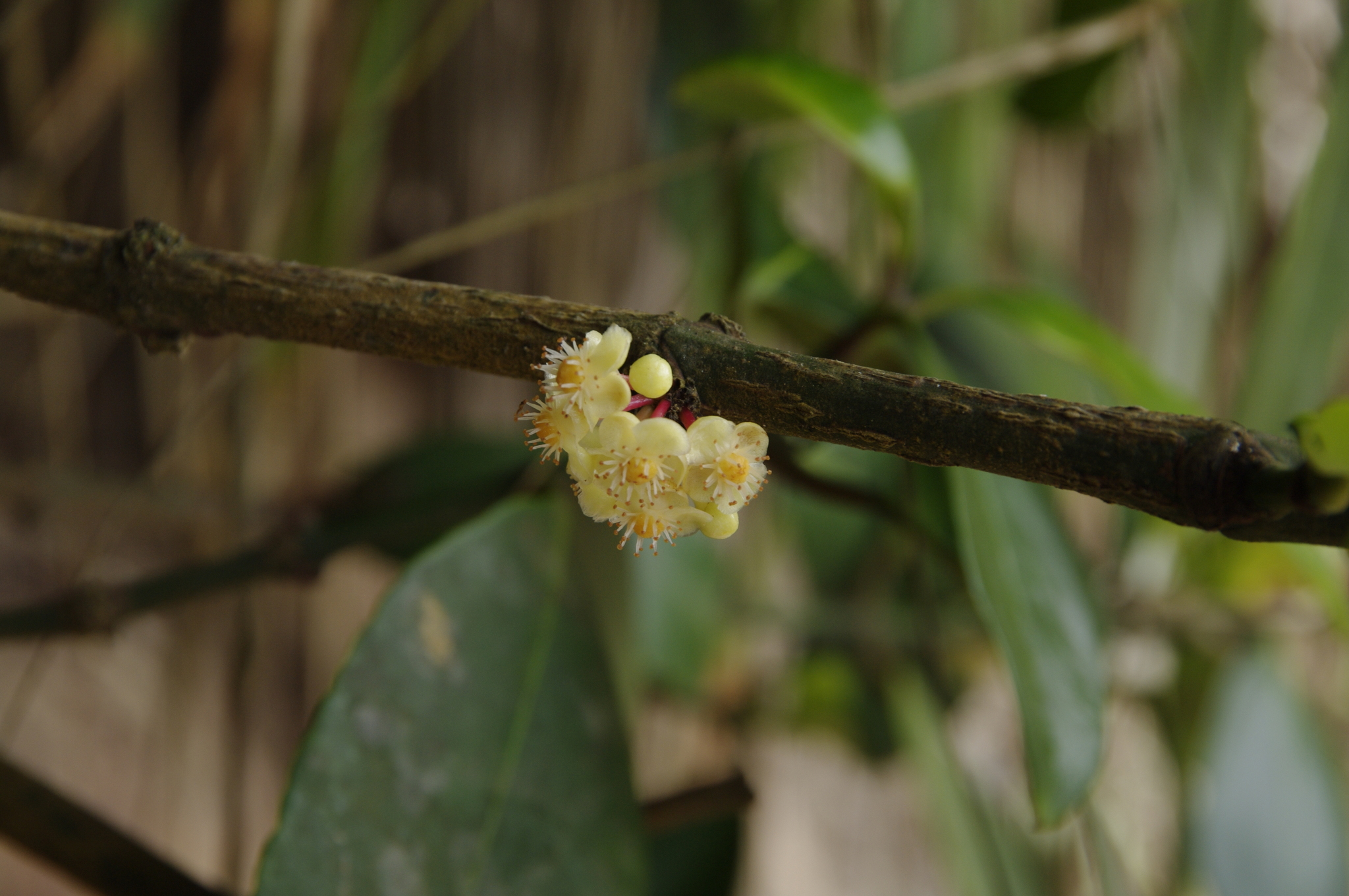
Fleurs de Garcinia humilis.

Garcinia humilis est un petit arbre de 6-7 mètres, polygame ou dioïque, à tronc droit et branches horizontales, à latex jaune-orangé et écorce lisse et noire.
Les feuilles persistantes, ovales-elliptiques, de 15-22 × 7-11 cm sont coriaces, à nervures saillantes, à face inférieure blanchâtre, portées par un gros pétiole noirâtre, élargi à la base.
Les fleurs blanches, très odorantes sont disposées en fascicules axillaires.  Elles comportent 2 sépales orbiculaires, 4 (-6) pétales blanc ou crèmes, en croix. Les fleurs mâles possèdent de nombreuses étamines libres, les fleurs femelles des staminodes fasciculés et un ovaire globulaire. La floraison a lieu presque toute l'année.
Le fruit est une baie ellipsoïde, lisse, nettement acuminée, de 6-7 cm de diamètre, jaune d'or, comportant une (ou plusieurs) graine, incluse dans une pulpe blanche.

## Écologie
Cet arbre est une espèce des Petites et Grandes Antilles et du nord de l'Amérique du Sud (Bolivie, Guyanes).
Aux Antilles, on le trouve essentiellement dans la forêt sèche semi-décidue de la série xérophile mais aussi sur les falaises mésophiles en zone volcanique et même en forêt hygrophile.

## Utilisations
- Fruits comestibles : ce Garcinia est cultivé pour son fruit depuis des siècles, dans les vergers du bassin amazonien de la Bolivie[4] et a été introduit récemment dans les Queenslands en Australie où sa culture commerciale a été développée. Son goût est décrit comme rafraîchissant et un peu amer.
- « Résine de Manil » (Antilles françaises) : l'écorce contient une résine épaisse à odeur agréable qui est utilisée pour extraire les épines implantées dans la peau[3].
- Bois : le bois, blanc et dur, s'emploie pour les charpentes et la menuiserie.

## Dénominations
Ce taxon porte en français les noms vernaculaires ou normalisés suivants : Abricot, Abricot de St. Domingue, Abricotier bâtard, Bois chica, Bois créole, Bois l'onguent, Bois mulâtre, Bwa longan.

## Systématique
Le nom correct complet (avec auteur) de ce taxon est Garcinia humilis (Vahl) C.D. Adams.
L'espèce a été initialement classée dans le genre Mammea sous le basionyme Mammea humilis Vahl.
Garcinia humilis a pour synonymes :
- Garcinia lateriflora (L.) C.D.Adams
- Garcinia lateriflora (L.) C.D.Adams ex Alain
- Malpighia mitis Rchb.
- Malpighia mitis Rchb. ex Griseb.
- Mammea humilis var. macrophylla C.Mart.
- Mammea humilis var. macrophylla C.Mart. ex Duss, 1897
- Mammea humilis var. plumieri Griseb.
- Mammea humilis var. vahlii Griseb.
- Mammea humilis Vahl
- Mammea lateriflora (L.) Griseb.
- Rheedia americana Christm.
- Rheedia americana Steud.
- Rheedia humilis (Vahl) Kosterm.
- Rheedia lateriflora L.
- Rheedia sessiliflora Planch. ex Vesque
- Rheedia sieberi Choisy